# Architektura renesansu w Niemczech

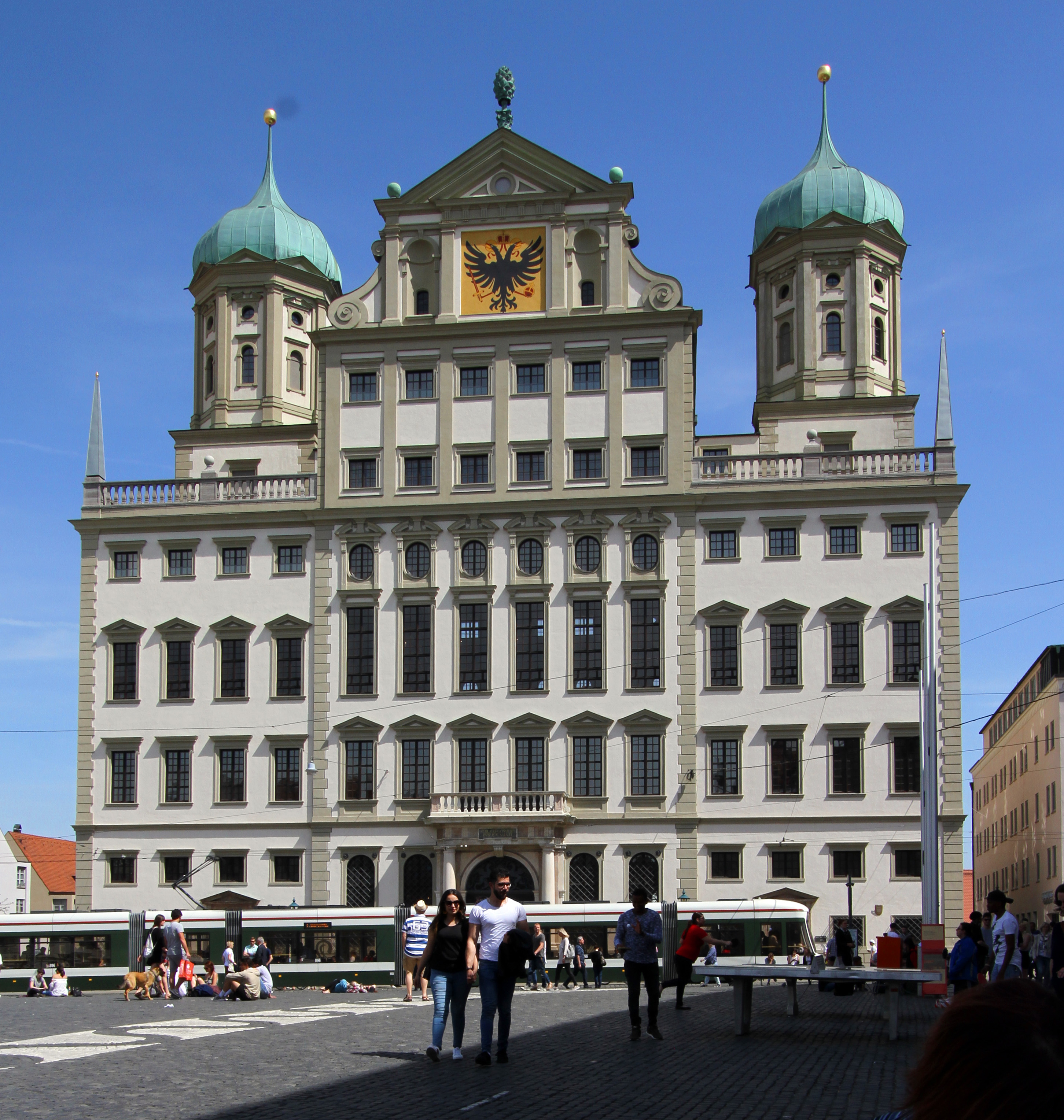
Ratusz w Augsburgu

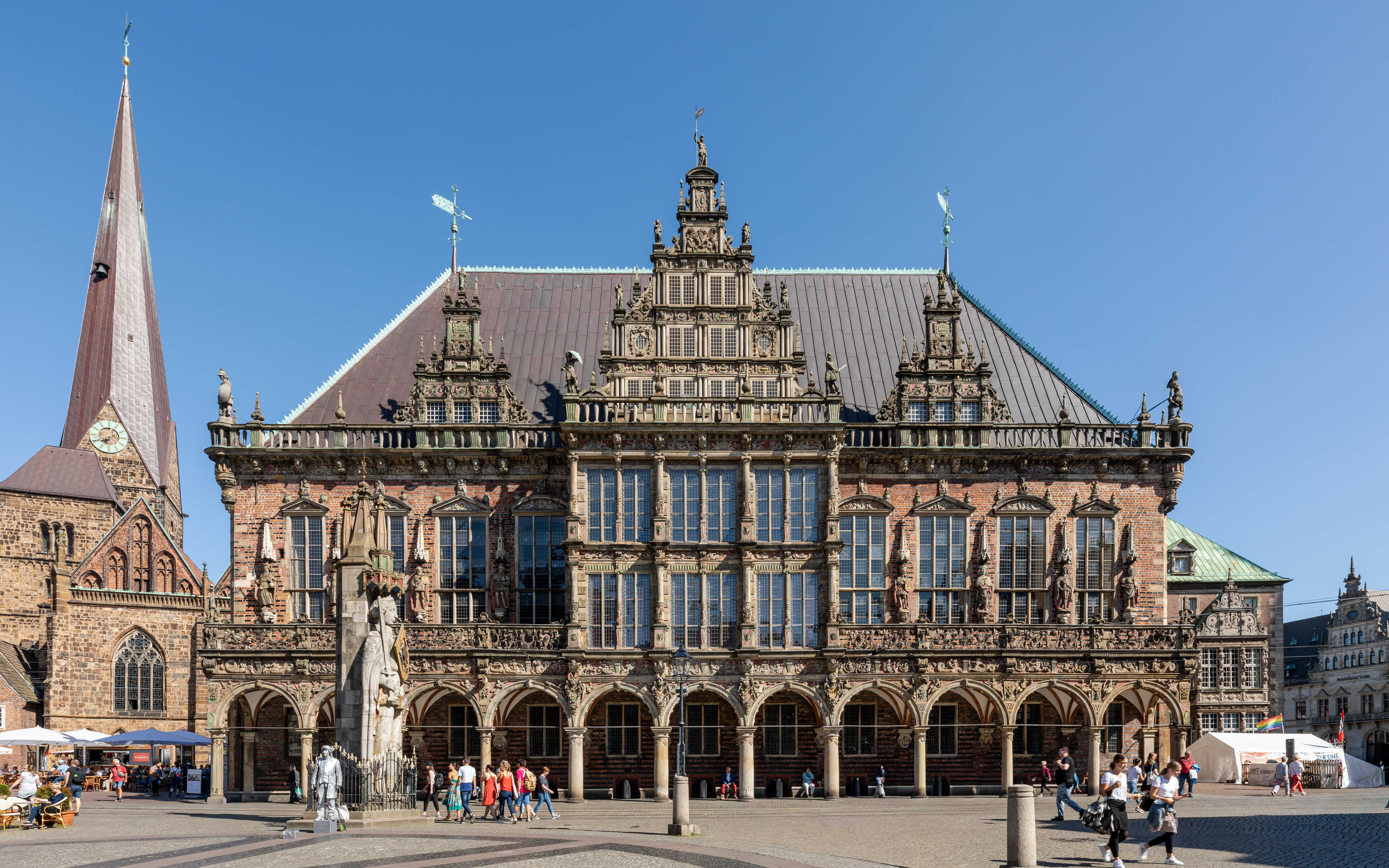
Ratusz w Bremie

Początek XVI wieku w Niemczech to okres, w którym władzę sprawował Karol V, który władając olbrzymim terytorium jednocześnie prowadził wojny z Francją i Turcją. Walki trwały także na ziemiach niemieckich. Zerwanie Marcina Lutra z kościołem katolickim i powstanie nowego odłamu religii było główną przyczyną wojny domowej, trwającej z przerwami do 1555 r. (Pokój augsburski). Nie był to zatem okres sprzyjający rozwojowi architektury.
Podziałom religijnym towarzyszy także podział wpływów w architekturze. Wzorce włoskie chętnie są przyjmowane na katolickim południu a protestancka północ odnosi się do nich niechętnie. Jednocześnie należy pamiętać, że gotyk był mocno zakorzeniony w Niemczech. Zatem nie powinny dziwić liczne nałożenia detalu renesansowego na gotycką formę budowli. Podział na renesans katolicki i protestancki najwyraźniej widoczny jest w budownictwie sakralnym. Na południu, w Monachium, pod koniec XVI wieku został zbudowany kościół św. Michała wzorowany na rzymskim kościele Il Gesù. Budowla jednak nie posiada kopuły a dekoracja elewacji została znacznie bardziej rozdrobniona. Przykładem budowli protestanckich są:
- halowy kościół w Wolfenbüttel (1608 r.), o gotyckiej bryle zdobionej detalami wzorowanymi na architekturze niderlandzkiej, zbudowany przez Paula Francke
- kościół we Freudenstadt (1611), zbudowany przez Heinricha Schickhardta na planie zbliżonym do litery L. Jedno z ramion budowli zostało przeznaczone dla kobiet, drugie dla mężczyzn a część kapłańska została umieszczona na połączeniu ramion. Bryła kościoła dość mocno nawiązuje do gotyku.

Cechą charakterystyczną architektury świeckiej dzielnic północnych są smukłe budowle o stromych dachach i bogato zdobionych szczytach. Popularnym motywem zdobniczym jest, podobnie jak w Niderlandach, ornament okuciowy, który tu występuje także jako ornament zwijany (niem. Rollwerk). Pomimo wojen w miastach budowano kamienice, ratusze i arsenały. Budowane i rozbudowywane w tym okresie zamki zachowują swój obronny charakter podkreślony przez cylindryczne wieże zlokalizowane na zewnętrznych narożach, w których często umieszczano schody. Obszerne budowle były rozplanowane wokół przestronnego dziedzińca, wokół którego budowano arkadowe krużganki.
Przykłady zabytków:
- skrzydło wschodnie (połowa XVI w.) i północne (początek XVII w.) gotyckiego zamku w Heidelbergu
- krużganki zamku w Stuttgarcie
- zewnętrzne schody ratusza w Görlitz
- ratusze w: Bremie, Paderborn, Augsburgu
- pawilon dobudowany do ratusza w Kolonii
- arsenał w Augsburgu (ok. 1600) zaprojektowany przez Eliasa Holla
- domy: Funka i Pellera w Norymberdze, dom „Pod Rycerzem” w Heidelbergu.